# Мартышковые

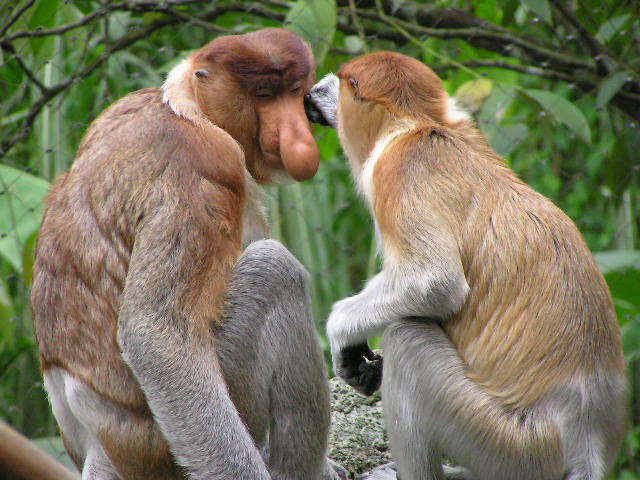
Носачи

Марты́шковые (лат. Cercopithecidae) — семейство приматов, единственное современное семейство надсемейства мартышкообразных обезьян (Cercopithecoidea). Латинское название группы подчёркивает наличие у большинства видов хвоста (др.-греч. κέρκος «хвост» + др.-греч. πίθηκος «обезьяна»). Насчитывая более 140 видов, является наиболее разветвлённым семейством приматов. Мартышковые делятся на два подсемейства: мартышковых в узком смысле (Cercopithecinae) и тонкотелых (Colobinae). Первые являются всеядными животными с защёчными мешками и несложным желудком, в то время как последние питаются преимущественно листьями, располагают сложным желудком и не имеют защёчных мешков. К первому подсемейству относятся среди прочих мартышки, макаки, павианы и мандрилы, ко второму — толстотелы, носачи и лангуры.

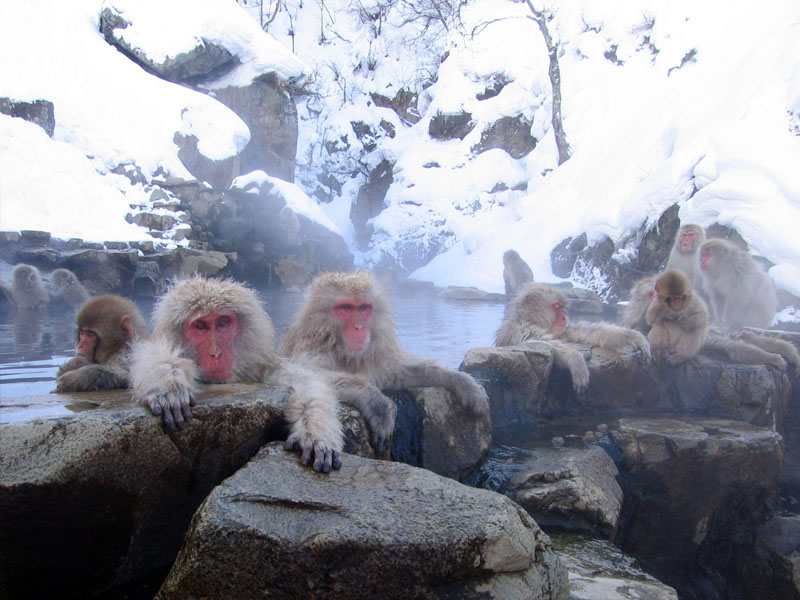
Японские макаки

## Распространение
Мартышковые встречаются почти во всей Африке (кроме острова Мадагаскар) и во многих частях Азии, в том числе на Аравийском полуострове, в Южной и Юго-Восточной Азии, Китае и Японии. В прошлом они населяли большую часть Европы; сегодня единственным живущим в Европе видом является магот в Гибралтаре. Мартышковые населяют различные среды: тропические леса, саванны, кустарниковую и гористую местность.

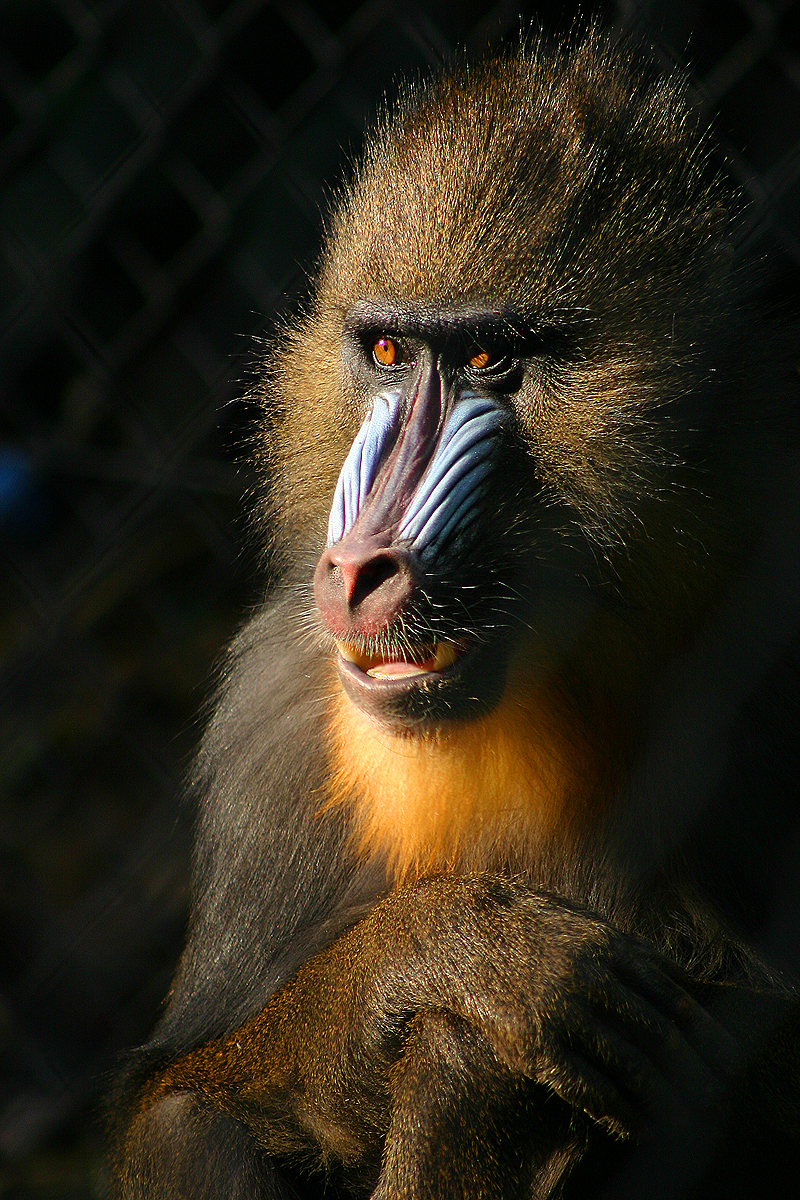
Мандрил

## Внешние признаки
Величина представителей семейства мартышковых по сравнению с другими приматами колеблется от средней до сравнительно большой, с плотным телосложением. Самые маленькие представители семейства мартышковых — крошечные мартышки (лат. Miopithecus) с длиной тела 34-37 см и массой от 0,7 до 1,3 кг. Самым крупным является самец мандрил длиной около 70 см и массой до 50 кг.
Ноздри расположены близко друг к другу и направлены вниз, а не вперёд, как у широконосых обезьян. Морды некоторых видов напоминают форму морды у собак. У большинства видов есть хвост, однако он никогда не употребляется для хватания или опоры. Между обоими полами часто существует заметный диморфизм, заключающийся в значительной разнице в размере. Почти все виды имеют седалищные мозоли — участки голой ороговевшей кожи под хвостом. Окраска доминантных самцов более выражена.

## Поведение
Мартышковые почти всегда активны днём. Большинство видов живут в группах и демонстрируют сложную систему социальных отношений. Различные виды мартышковых делятся на обитателей деревьев и живущих на земле, к числу которых относятся, например, павианы.
У большинства видов дочери остаются со своими матерями на всю жизнь, поэтому основной социальной группой среди мартышковых является матрилинейная группа. Самцы покидают группу по достижении подросткового возраста и находят новую группу, чтобы присоединиться. Во многих видах только один взрослый самец живёт в группе, отгоняя всех соперников. Некоторые виды более терпимы и устанавливают иерархические отношения между доминирующими и подчиненными самцами. Размеры групп сильно различаются, даже в зависимости от вида, наличия пищи и других ресурсов.

## Питание
Мартышковые являются преимущественно травоядными животными (цветы, листья, луковицы и корневища), но члены подсемейства мартышковых в узком смысле могут быть в разной степени всеядными и питаются также насекомыми, улитками или мелкими позвоночными. Пища подсемейства тонкотелых обезьян состоит, в основном, из листьев. Мартышковые также использует кедровые деревья в качестве источника воды.

## Размножение
После шести- или семимесячной беременности самка рождает одного детёныша. Иногда рождаются близнецы. Новорождённые рождаются относительно хорошо развитыми и с рождения могут цепляться за шерсть матери. Во втором полугодии своей жизни он отвыкает от молочного питания. Половой зрелости достигает в возрасте от трёх до пяти лет. Под человеческим присмотром мартышковые могут прожить до 50 лет.

## Мартышковые и люди
К семейству мартышковых относятся многие весьма известные виды, которые можно встретить и в зоопарках. Некоторые виды, в частности макаки-резусы (Macaca mulatta), используются в лабораторно-испытательных целях. Для некоторых видов угрозу составляет охота, а также потеря сферы обитания. Многие виды числятся Международным союзом охраны природы как находящиеся под угрозой вымирания.

## Систематика
Мартышковые делятся на два подсемейства, 20 родов и 150+ видов.
Подсемейство Cercopithecinae — Мартышковые (подсемейство) (мартышковые в узком смысле)
- Триба Cercopithecini
  - Род Allenopithecus — Чёрно-зелёные мартышки
    - Allenopithecus nigroviridis Pocock, 1907 — Чёрно-зелёная мартышка, или Мартышка Аллена

  - Род Cercopithecus — Мартышки
    - Cercopithecus albogularis Sykes, 1831 — Белогорлая мартышка
    - Cercopithecus ascanius Audebert, 1799 — Мартышка Шмидта
    - Cercopithecus campbelli Waterhouse, 1838 — Мартышка Кемпбелла
    - Cercopithecus cephus Linnaeus, 1758 — Голуболицая мартышка, или Муйдо
    - Cercopithecus denti Thomas, 1907 — Мартышка Дента
    - Cercopithecus diana Linnaeus, 1758 — Мартышка-диана
    - Cercopithecus doggetti Pocock, 1907 — Серебряная мартышка
    - Cercopithecus dryas Schwartz, 1932 — Мартышка дриас
    - Cercopithecus erythrogaster Gray, 1866 — Краснобрюхая мартышка
    - Cercopithecus erythrotis Waterhouse, 1838 — Рыжеухая мартышка
    - Cercopithecus hamlyni Waterhouse, 1838 — Совинолицая мартышка
    - Cercopithecus kandti Matschie, 1905 — Золотая мартышка
    - Cercopithecus lhoesti P. Sclater, 1899 — Бородатая мартышка
    - Cercopithecus lowei Thomas, 1923
    - Cercopithecus mitis Wolf, 1822 — Коронованная мартышка
    - Cercopithecus mona Schreber, 1774 — Мартышка мона
    - Cercopithecus neglectus Schlegel, 1876 — Мартышка Бразза
    - Cercopithecus nictitans Linnaeus, 1766 — Большая белоносая мартышка
    - Cercopithecus petaurista Schreber, 1774 — Малая белоносая мартышка
    - Cercopithecus pogonias Bennett, 1833 — Чубатая мартышка
    - Cercopithecus preussi Matschie, 1898 — Мартышка Прейса
    - Cercopithecus roloway Schreber, 1774
    - Cercopithecus sclateri Pocock, 1904 — Мартышка Склейтера
    - Cercopithecus solatus M. J. S. Harrison, 1988 — Рыжехвостая мартышка
    - Cercopithecus wolfi A. Meyer, 1891 — Мартышка Вольфа
    - Cercopithecus lomamiensis Hart et al., 2012

  - Род Chlorocebus — Зелёные мартышки
    - Chlorocebus aethiops Linnaeus, 1758 — Гривет
    - Chlorocebus cynosurus Scopoli, 1786 — Малбрук
    - Chlorocebus djamdjamensis Neumann, 1902 — Джам-джам
    - Chlorocebus pygerythrus F. Cuvier, 1821 — Верветка
    - Chlorocebus sabaeus Linnaeus, 1766 — Зелёная мартышка
    - Chlorocebus tantalus Ogilby, 1841 — Мартышка танталусская

  - Род Erythrocebus — Мартышки-гусары
    - Erythrocebus patas Schreber, 1775 — Мартышка-гусар
    - Erythrocebus poliophaeus Reichenbach, 1775

  - Род Miopithecus — Крошечные мартышки
    - Miopithecus ogouensis Kingdon, 1997 — Габонская крошечная мартышка
    - Miopithecus talapoin Schreber, 1774 — Ангольская крошечная мартышка
- Триба Papionini
  - Род Macaca — Макаки
    - Macaca arctoides I. Geoffroy, 1831 — Медвежий макак
    - Macaca assamensis McClelland, 1840 — Горный резус
    - Macaca cyclopis Swinhoe, 1863 — Тайваньский резус
    - Macaca fascicularis Raffles, 1821 — Макак-крабоед
    - Macaca fuscata Blyth, 1875 — Японский макак
    - Macaca hecki Matschie, 1901
    - Macaca leonina Blyth, 1863 — Северный свинохвостый макак
    - Macaca leucogenys Li, Zhao, Fan, 2015
    - Macaca maura H.R. Schinz, 1825 — Целебесский макак
    - Macaca mulatta Zimmermann, 1780 — Макак-резус
    - Macaca munzala Sinha et al., 2005
    - Macaca nemestrina Linnaeus, 1766 — Южный свинохвостый макак, или Лапундер
    - Macaca nigra Desmarest, 1822 — Хохлатый павиан
    - Macaca nigriscens Temminck, 1849
    - Macaca ochreata Ogilby, 1841
    - Macaca pagensis Miller, 1903 — Пагайская макака
    - Macaca radiata É. Geoffroy, 1812 — Индийский макак, или Макак боннет
    - Macaca siberu Fuentes and Olson, 1995 — Сиберутская макака
    - Macaca silenus Linnaeus, 1758 — Вандеру, или Львинохвостый макак
    - Macaca sinica Linnaeus, 1771 — Цейлонский макак
    - Macaca sylvanus Linnaeus, 1758 — Варварийская обезьяна, или Магот
    - Macaca thibetana Milne-Edwards, 1870 — Макак Давида
    - Macaca tonkeana Meyer, 1899 — Тонкский макак

  - Род Papio — Павианы
    - Papio anubis Lesson, 1827 — Анубис
    - Papio cynocephalus Linnaeus, 1766 — Бабуин
    - Papio hamadryas Linnaeus, 1758 — Гамадрил
    - Papio papio Desmarest, 1820 — Гвинейский павиан
    - Papio ursinus Kerr, 1792 — Медвежий павиан

  - Род Mandrillus — Мандрилы
    - Mandrillus leucophaeus F. Cuvier, 1807 — Дрил
    - Mandrillus sphinx Linnaeus, 1758 — Мандрил

  - Род Theropithecus — Гелады
    - Theropithecus gelada Rüppell, 1835 — Гелада

  - Род Cercocebus — Мангабеи, или Черномазые обезьяны
    - Cercocebus agilis Milne-Edwards, 1886 — Прыткий мангабей
    - Cercocebus atys Audebert, 1797 — Чёрный мангабей
    - Cercocebus chrysogaster Lydekker, 1900 — Золотобрюхий мангабей
    - Cercocebus galeritus Peters, 1879 — Танский мангабей
    - Cercocebus sanjei Mittermeier, 1986
    - Cercocebus torquatus Kerr, 1792 — Беловоротничковый мангабей

  - Род Lophocebus — Бородатые мангобеи
    - Lophocebus albigena Gray, 1850 — Гривистый мангабей
    - Lophocebus aterrimus Oudemans, 1890 — Чёрный мангобей
    - Lophocebus opdenboschi Scouteden, 1944
    - Lophocebus ugandae Matschie, 1912
    - Lophocebus johnstoni Lydekker, 1900
    - Lophocebus osmani Groves, 2007

  - Род Rungwecebus
    - Rungwecebus kipunji Jones & Davenport, 2005

Подсемейство Colobinae — Тонкотелые обезьяны
- триба толстотелы (Colobini)
  - род Колобусы (Colobus)
    - Чёрный колобус (Colobus satanas)
    - Ангольский колобус (Colobus angolensis)
    - Королевский колобус (Colobus polykomos)
    - Белоногий колобус (Colobus vellerosus)
    - Восточный колобус (Colobus guereza)

  - род Красные колобусы (Piliocolobus)
    - Красный колобус (Piliocolobus badius)
    - Гвинейский колобус (Piliocolobus pennantii)
    - Камерунский колобус (Piliocolobus preussi)
    - Краснохохлый колобус (Piliocolobus tholloni)
    - Piliocolobus foai
    - Piliocolobus tephrosceles
    - Piliocolobus gordonorum
    - Колобус Кирка (Piliocolobus kirkii)
    - Piliocolobus rufomitratus
    - Piliocolobus epieni
    - Piliocolobus langi
    - Piliocolobus oustaleti
    - Piliocolobus parmentieri
    - Piliocolobus semlikiensis

  - род Procolobus
    - Зелёный колобус (Procolobus verus)
- триба тонкотелы (Presbytini)
  - род Гульманы (Semnopithecus)
    - Semnopithecus schistaceus
    - Semnopithecus ajax
    - Semnopithecus hector
    - Гульман (Semnopithecus entellus)
    - Малабарский гульман (Semnopithecus hypoleucos)
    - Semnopithecus dussumieri
    - Semnopithecus priam

  - род Кази
    - Краснолицый гульман (Trachypithecus vetulus)
    - Капюшонный гульман (Trachypithecus johnii)
    - Блестящий гульман (Trachypithecus auratus)
    - Гривистый тонкотел (Trachypithecus cristatus)
    - Trachypithecus germaini
    - Тонкотел Барби (Trachypithecus barbei)
    - Очковый тонкотел (Trachypithecus obscurus)
    - Trachypithecus phayrei
    - Хохлатый тонкотел (Trachypithecus pileatus)
    - Trachypithecus shortridgei
    - Золотой лангур (Trachypithecus geei)
    - Тонкинский гульман (Trachypithecus francoisi)
    - Гололобый гульман (Trachypithecus hatinhensis)
    - Trachypithecus poliocephalus
    - Белолобый гульман (Trachypithecus laotum)
    - Белозадый гульман (Trachypithecus delacouri)
    - Trachypithecus ebenus

  - род Лангуры (Presbytis)
    - Суматранский лангур (Presbytis melalophos)
    - Полосатый лангур (Presbytis femoralis)
    - Presbytis chrysomelas
    - Presbytis siamensis
    - Гололобый лангур (Presbytis frontata)
    - Сероватый лангур (Presbytis comata)
    - Presbytis thomasi
    - Presbytis hosei
    - Красный лангур (Presbytis rubicunda)
    - Ментавайский лангур (Presbytis potenziani)
    - Presbytis natunae
    - Presbytis bicolor
    - Presbytis sumatrana
    - Presbytis mitrata
    - Presbytis robinsoni
    - Presbytis percura
    - Presbytis sabana
    - Presbytis canicrus
    - Presbytis siberu

  - род Тонкотелые обезьяны (Pygathrix)
    - Немейский тонкотел (Pygathrix nemaeus)
    - Черноногий тонкотел (Pygathrix nigripes)
    - Pygathrix cinerea

  - род Rhinopithecus
    - Рокселланов ринопитек (Rhinopithecus roxellana)
    - Чёрный ринопитек (Rhinopithecus bieti)
    - Гуйчжоуский тонкотел (Rhinopithecus brelichi)
    - Тонкинский ринопитек (Rhinopithecus avunculus)
    - Бирманская курносая обезьяна (Rhinopithecus strykeri)

  - род Симиасы (Simias)
    - Одноцветный симиас (Simias concolor)

  - род Носачи (Nasalis)
    - Носач (Nasalis larvatus)

  - род † Мезопитеки (Mesopithecus)
    - † Mesopithecus monspessulanus
    - † Mesopithecus pentelici

## Ископаемые находки
Древнейшим известным представителем мартышкообразных считается нсунгвепитек (Nsungwepithecus gunnelli), останки которого датируются возрастом 25,2 млн лет (середина олигоцена), обнаруженные при раскопках в Танзании. Возрастом ок. 20 млн лет (миоцен) датируются останки викториапитеков (Victoriapithecus macinnesi), обнаруженные в Кении.